# Stranraer Football Club
Lo Stranraer Football Club, meglio noto come Stranraer, è una società calcistica scozzese con sede nella città di Stranraer. Milita in Scottish League Two, il quarto livello del campionato scozzese.

## Storia
Nato dalla fusione di diverse anime del calcio cittadino, lo Stranraer fu fondato nel 1870, terzo più antico club calcistico della Scozia dopo Queen's Park e Kilmarnock. Inizialmente non possedeva un terreno di gioco fisso e si divise tra diverse località della periferia orientale della città (Rephad, Bowling Green, Sandmill, Ladies Walk, Recreation Ground, The Trotting), finché nel 1907 si stabilì allo Stair Park.
Nonostante delle partecipazioni alle prime edizioni della Scottish Cup, lo Stranraer militò lungamente al di fuori della Scottish Football League, tanto che il suo primo campionato lo disputò nel 1949 in Scottish Division C. In quello stesso periodo arrivò al club uno dei suoi giocatori più rappresentativi, John McCutcheon, detto Lolly, che convertito da difensore ad ala sinistra, divenne presto decisivo e fino al 1958 segnò 238 gol in 239 partite per i Blues.
Nella stagione 1949-1950 lo Stranraer esordì dunque in Division C, successivamente ridenominata Division Three, al quale partecipavano per lo più formazioni riserve dei club professionistici. Sei anni più tardi, a seguito dell'abolizione del campionato, il club fu ammesso in Division Two, poi conclusa al 12º posto.
Solitamente piazzato in media-bassa classifica, raggiunse comunque il quarto posto nel campionato 1960-61 e il quinto posto nel 1962-63, ma rischiò di essere escluso dai campionati nazionali nel 1964, a causa di una riforma, sostenuta principalmente dai Rangers, che prevedeva di rimuovere le squadre meno abbienti (Berwick Rangers, Brechin City, Stenhousemuir e lo stesso Stranraer); l'intervento della fazione opposta (tra cui Celtic, Airdrieonians e Hamilton Academical), favorevole al mantenimento di tutte le squadre, scongiurò questa possibilità.
La riorganizzazione del campionato nel 1976 vide i Blues relegati in terza serie, la Second Division, dopo venti stagioni. Seguì un periodo di mediocrità di risultati, tra cui tre ultimi posti nei campionati 1980-81, 1981-82 e 1985-86, dopodiché si ebbe una lenta ma graduale ripresa. Sotto la sua guida di Alex McAnespie il club ottenne la prima promozione della sua storia, quando nella stagione 1993-94 vinse la Second Division. Tuttavia, dopo una sola stagione in First Division, la squadra ritornò nella serie inferiore. Nel 1996 vinse la Scottish Challenge Cup battendo per 1-0 il St. Johnstone.
Nel 1997-98 un altro primo posto in Second Division riportò i Blues nella divisione cadetta, ma anche questa volta per una sola stagione conclusa all'ultimo posto. Nel 2002-03, nonostante un lungo cammino in Scottish Cup fino ai quarti di finale contro il Motherwell (che vinse 0-4), lo Stranraer retrocesse in Third Division. 
La Third Division 2003-04 fu dominata dallo Stranraer che conquistò il primo posto, la promozione in Second Division e il titolo di capocannoniere con Michael Moore. Nel 2004-05 fu secondo in campionato dietro al Brechin City e ottenne la seconda promozione consecutiva, tornando per la terza volta in First Division. Come in precedenza, anche in questo caso l'avventura durò lo spazio della stagione 2005-06, chiusa al penultimo posto; l'anno successivo arrivò inoltre la retrocessione in Third Division, dopo lo spareggio con l'East Fife.
Il secondo posto in Third Division 2007-08 valse la qualificazione ai play-off, persi in finale contro l'Arbroath; tuttavia ci fu il ripescaggio in First Division per colmare lo spazio vacante lasciato dal fallimento del Gretna. La Second Division 2008-09 si concluse con la retrocessione e così, per l'ottava stagione consecutiva, il club cambiò categoria a fine stagione.
Lo Stranraer riprese un posto in Second Division nel 2012, con la retrocessione dei Rangers in Third Division e i ripescaggi a completamento dell'organico. Dal campionato 2013-14, quando la serie prese il nome di Scottish League One, lo Stranraer si qualificò per tre anni consecutivi ai play-off, ma risultò sempre sconfitto (l'ultima volta ai rigori contro l'Ayr United).
Nel campionato 2019-20, interrotto per la pandemia di COVID-19, si è classificato ultimo ed è retrocesso in League Two. Tre anni dopo, si classifica all'ultimo posto della League Two ed evita la retrocessione nelle categorie semiprofessionistiche battendo allo spareggio l'East Kilbride.

## Stadio
La squadra gioca le partite casalinghe allo Stair Park. L'impianto venne adottato nel 1907 e da allora ha ospitato tutti gli impegni casalinghi dello Stranraer, fatta eccezione per la stagione 1931-1932, quando il club si trasferì al Transit Camp per permettere lavori di ampliamento e restauro. La capienza attuale è di 4 178 spettatori.

## Rosa 2020-2021
Aggiornata al 6 marzo 2021.
| N. |                        | Ruolo | Calciatore      |
| -- | ---------------------- | ----- | --------------- |
| 1  | Scozia (bandiera)      | P     | Greg Fleming    |
| 2  | Scozia (bandiera)      | D     | Scott Robertson |
| 3  | Scozia (bandiera)      | D     | Sean Burns      |
| 4  | Inghilterra (bandiera) | D     | Adam Cummins    |
| 5  | Scozia (bandiera)      | D     | Ayrton Sonkur   |
| 6  | Scozia (bandiera)      | C     | Connor McManus  |
| 7  | Scozia (bandiera)      | C     | James Hilton    |
| 8  | Scozia (bandiera)      | C     | Grant Gallagher |
| 9  | Scozia (bandiera)      | A     | Darryl Duffy    |
| 10 | Scozia (bandiera)      | C     | Andy Stirling   |
| 11 | Portogallo (bandiera)  | A     | Joao Vitoria    |

| N. |                        | Ruolo | Calciatore              |
| -- | ---------------------- | ----- | ----------------------- |
| 14 | Scozia (bandiera)      | A     | Cameron Elliott         |
| 15 | Scozia (bandiera)      | C     | Kieran Millar           |
| 16 | Scozia (bandiera)      | D     | Lewis McIntyre          |
| 17 | Irlanda (bandiera)     | A     | Ruari Paton             |
| 18 | Inghilterra (bandiera) | D     | Tom Devitt              |
| 19 | Scozia (bandiera)      | A     | Thomas Orr              |
| 20 | Scozia (bandiera)      | A     | Matty Yates             |
| 21 | Scozia (bandiera)      | P     | Jamie Walker            |
| 22 | Scozia (bandiera)      | D     | Jamie Hamill (capitano) |
| 23 | Scozia (bandiera)      | C     | Josh Walker             |

## Palmarès

### Competizioni nazionali
- Scottish League One: 2

1993-1994, 1997-1998
- Scottish League Two: 1

2003-2004
- Scottish Qualifying Cup: 1

1936-1937
- Scottish Challenge Cup: 1

1995-1996

### Altri piazzamenti
- Scottish League One:

Secondo posto: 2004-2005, 2014-2015
Terzo posto: 2013-2014
- Scottish League Two:

Secondo posto: 2007-2008
- Scottish Challenge Cup:

Semifinalista: 2000-2001, 2014-2015

## Statistiche e record

### Partecipazione ai campionati
| Livello | Categoria                | Partecipazioni | Debutto   | Ultima stagione | Totale |
| ------- | ------------------------ | -------------- | --------- | --------------- | ------ |
| 2°      | Scottish Division Two    | 20             | 1956-1957 | 1975-1976       | 23     |
| 2°      | Scottish First Division  | 3              | 1994-1995 | 2005-2006       | 23     |
| 3°      | Scottish Division C      | 2              | 1949-1950 | 1950-1951       | 44     |
| 3°      | Scottish Division Three  | 4              | 1951-1952 | 1954-1955       | 44     |
| 3°      | Scottish Second Division | 30             | 1975-1976 | 2012-2013       | 44     |
| 3°      | Scottish League One      | 8              | 2013-2014 | 2019-2020       | 44     |
| 4°      | Scottish Third Division  | 5              | 2003-2004 | 2011-2012       | 10     |
| 4°      | Scottish League Two      | 5              | 2020-2021 | 2024-2025       | 10     |